# Sabino di Canosa
Sabino, o Savino (Savinus in latino) (461 – Canosa di Puglia, 9 febbraio 566), venerato come santo dalla Chiesa cattolica, fu vescovo di Canosa dal 514.

## Biografia
Visse tra la fine del secolo V e la metà del VI, immediatamente dopo la caduta dell'Impero romano d'Occidente e fu inviato come legato pontificio a Costantinopoli per due volte, nel 525 e nel 536, sotto il papato rispettivamente di Giovanni I e Agapito, che perse la vita in quel viaggio. Fu costruttore di chiese ed edifici, seguendo la disciplina benedettina dell'Ora et labora.
Nel 531 (sotto il papato di Bonifacio II) partecipò al Sinodo romano.
Fu inoltre presente al concilio di Costantinopoli del 536 che condannò Severo di Antiochia e i suoi sostenitori.
Sabino morì il 9 febbraio del 566, dopo circa 52 anni di episcopato.

## Culto

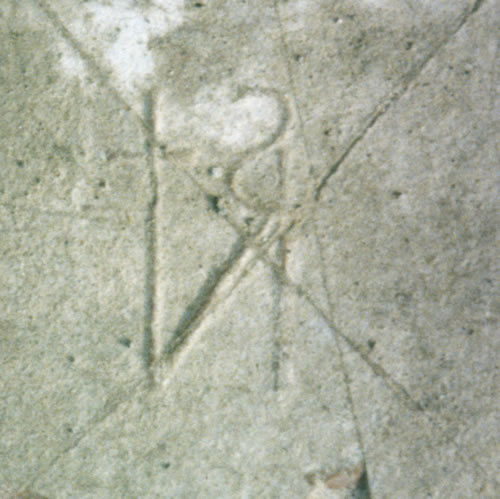
Monogramma del vescovo Sabino su laterizio, presso la cattedrale di San Pietro, Canosa di Puglia.

Amico di Benedetto da Norcia, al quale espresse le preoccupazioni sulla discesa del re ostrogoto Totila nella penisola italica, secondo la leggenda agiografica riuscì a salvare Canosa dalla minaccia di quest'ultimo.
Si narra infatti che Totila volle testare le doti profetiche del vescovo (548), ormai vecchio e cieco. L'invasore, spacciandosi per servitore, gli offrì un calice di vino, ma Sabino non si fece trarre in inganno, impressionando Totila che rinunciò al saccheggio.
Non fu l'unico "evento mistico" del vescovo Sabino: un'altra leggenda narra che un geloso arcidiacono tentò di avvelenarlo: egli bevve l'intruglio, ma non morì; a perire fu infatti il prelato che aveva attentato alla vita del santo. Perciò la liturgia lo raffigura come protettore dai veleni.
In tarda età fu ammalato di fegato e si rifugiò a Montemilone, provincia di Potenza per bere l'acqua della fonte.
La salma fu traslata nell'attuale Cattedrale di Canosa il 1º agosto di un anno imprecisato dell'VIII secolo dal vescovo Pietro, e successivamente sotto l'altare maggiore della cripta della Cattedrale di Bari, a lui dedicata, dove fu trovato il 10 dicembre 1091 durante gli scavi commissionati dall'abbate Elia, finalizzati alla ricerca delle reliquie dei santi Memore e Rufino vescovo di Canosa. 
San Sabino è venerato a Canosa, Bari (dove gli sono dedicate le rispettive cattedrali), Atripalda dove la tradizione fa sì che quest'ultimo sia il protettore della città, il cui culto è professato nella Chiesa Madre del centro storico, Torremaggiore, Furci e Montemilone.

## Galleria d'immagini

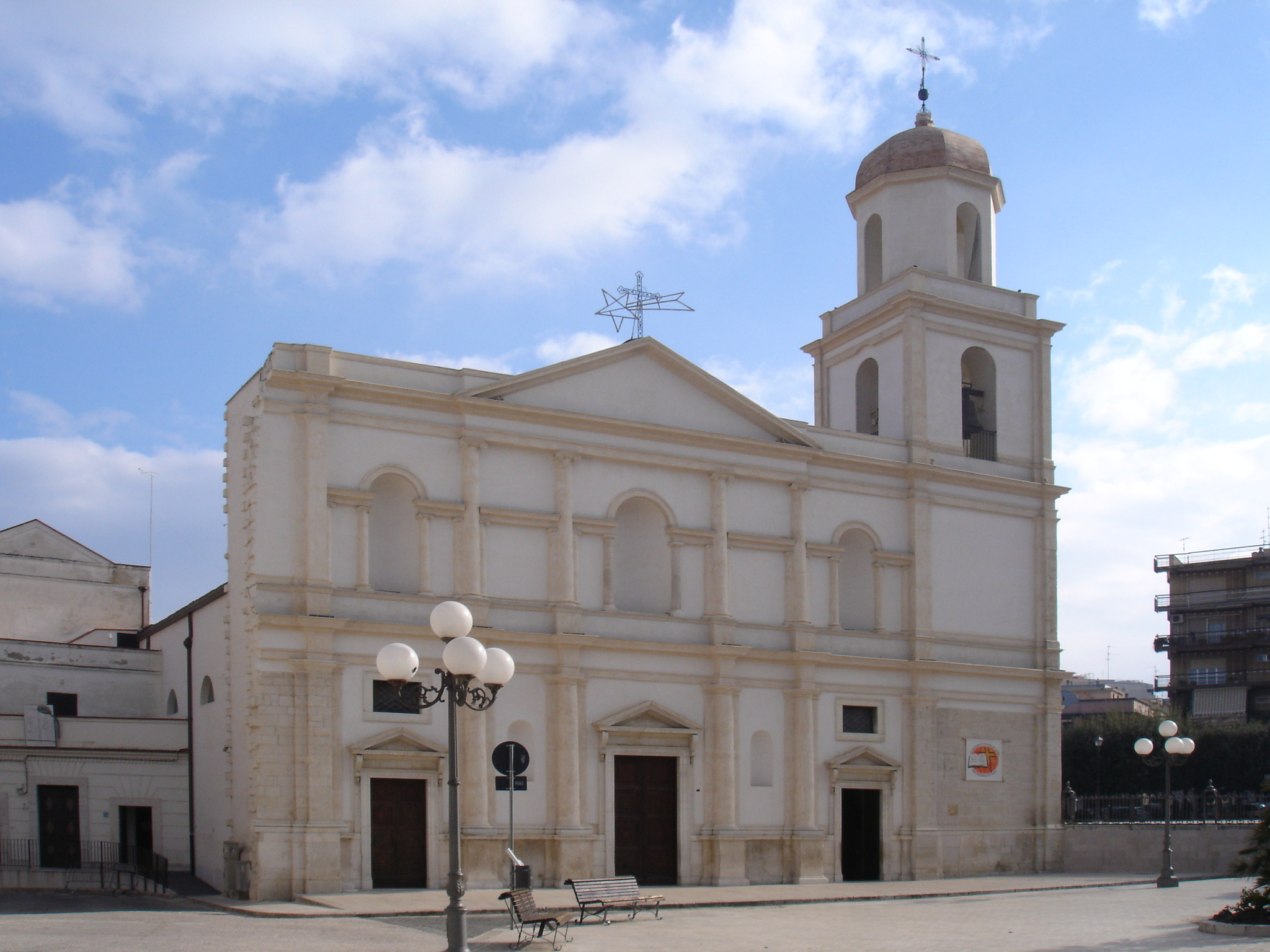
Cattedrale di San Sabino a Canosa
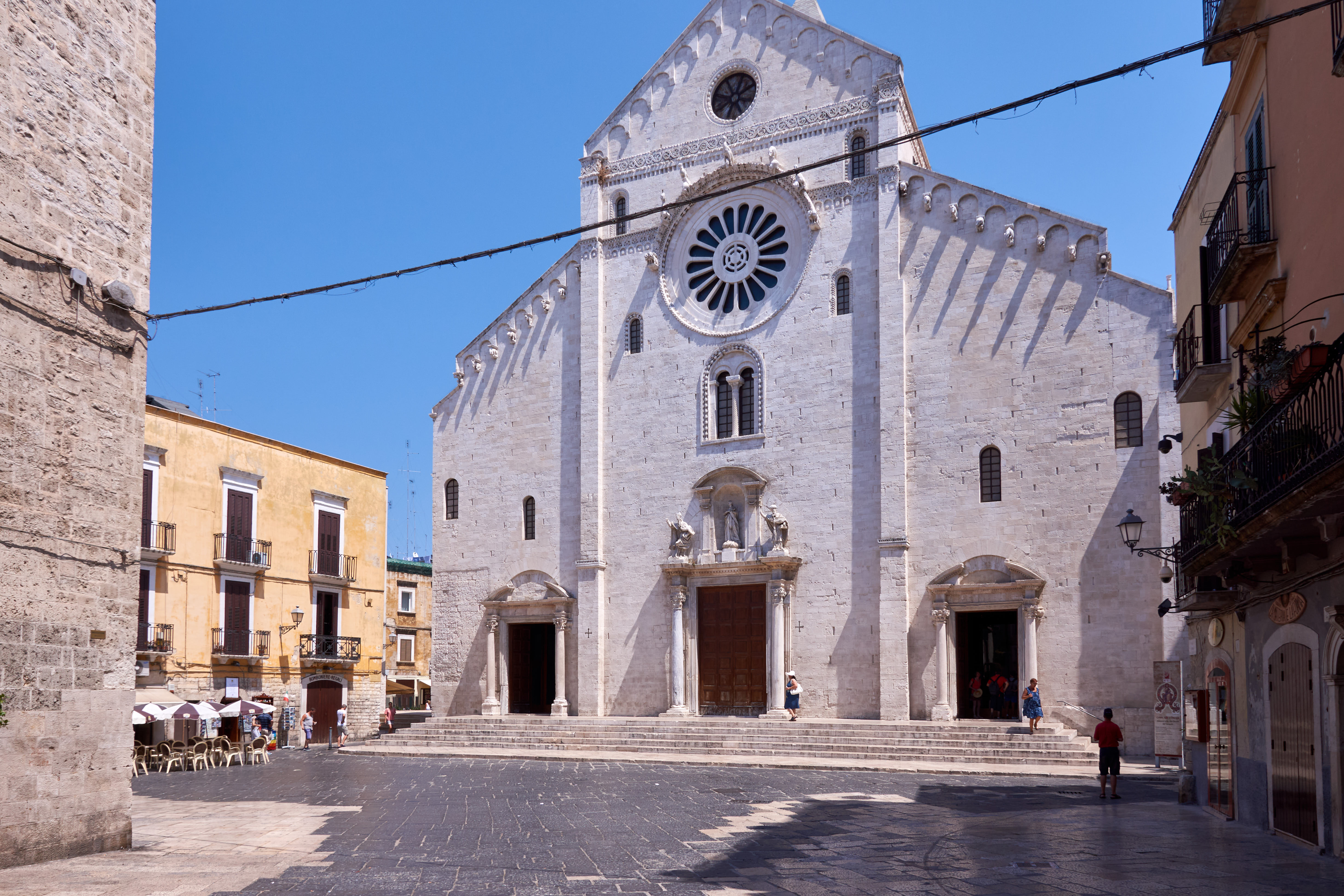
Cattedrale di San Sabino a Bari